# Nacala
Nacala (također Nacala-Porto i Cidade de Nacala) grad je i luka u sjeveroistočnom Mozambiku, u pokrajini Nampula. Najdublja je prirodna luka na istočnoj obali Afrike. Nalazi se u blizini Mozambičkog otoka. Osim za Mozambik, bitna je luka i za susjedni Malavi.
Grad se razvio početkom 1970-ih, pred kraj portugalske kolonijalne vladavine.
Nacala je 2007. imala 206.449 stanovnika, čime je bila šesti po veličini grad Mozambika.